# Alphonse Daudet

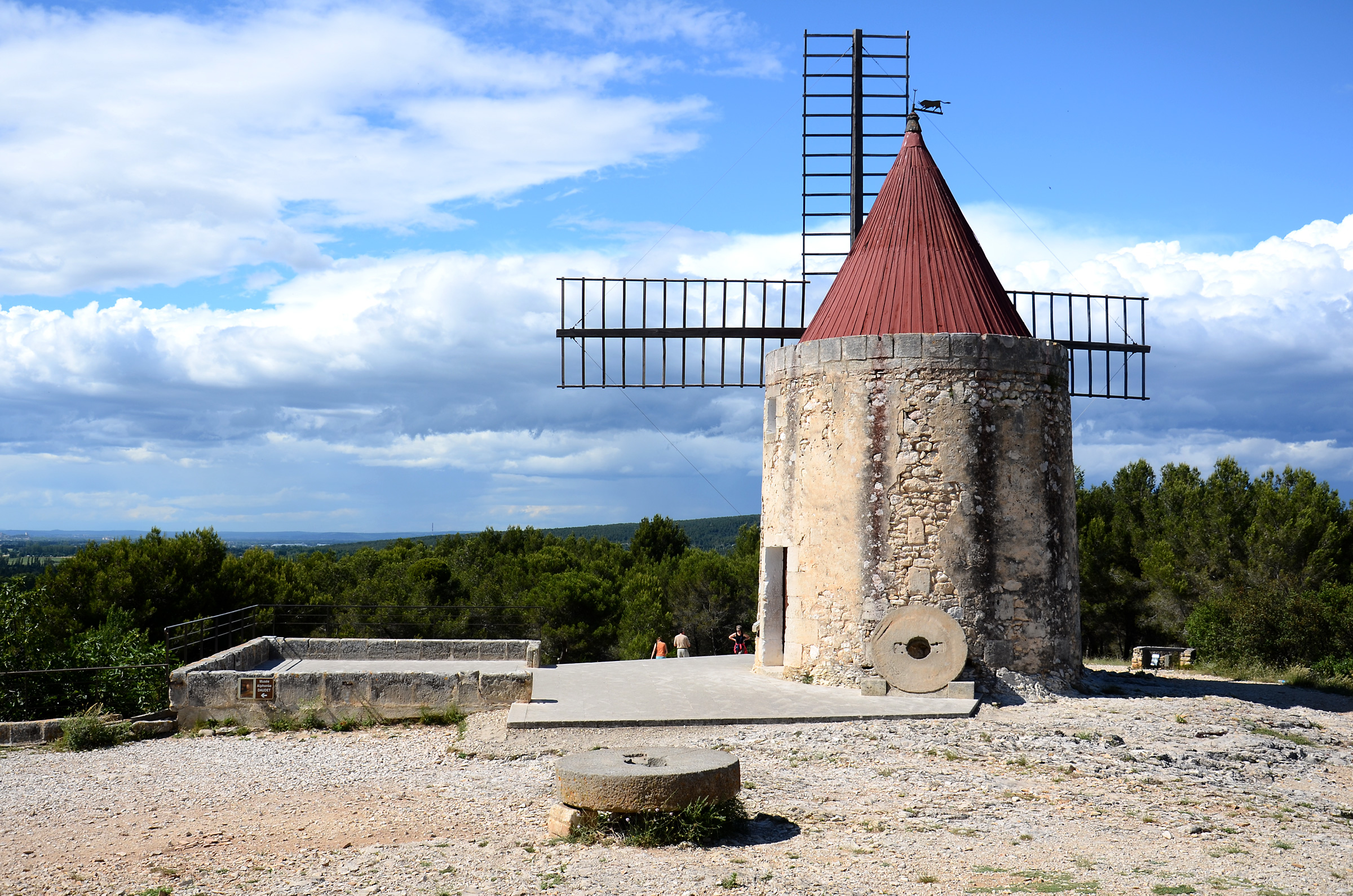
Molí d'Alfons Daudet a prop de Fontvieille

Alphonse Daudet (en occità: Anfós Daudet; Nimes, 13 de maig de 1840 - París, 16 de desembre de 1897) fou un escriptor occità en llengua francesa. Va mantenir bones relacions amb els membres del felibritge, però es decantà per escriure en francès, tot i que amb temàtica fortament provençal. Tant ell com Pau August Arèna presentaren una Provença idíl·lica i un prototipus d'occità fatxenda i somiatruites. Els autors occitanistes posteriors els acusaren sovint de preparar l'arribada dels turistes oferint-los un país de faula, inexistent. Andriu Lagarda va traduir la seva obra a l'occità.
Després de publicar Les amoureuses (1858), poesies una mica afectades, es dedicà al periodisme durant deu anys. Lettres de mon moulin (1869), el seu primer recull de contes, assenyala el principi d'una carrera literària que produí, entre d'altres, Aventures prodigieuses de Tartarin de Tarascon (1872), i una obra de teatre.
Classificat com a realista a causa de la seva temàtica regionalista provençal, fou un impressionista que presentava la realitat de manera poc objectiva. Manifestà una sensibilitat aguda, un cert desordre en la composició i un estil nerviós; la psicologia encertada i el viu sentit de la realitat pintoresca de la seva prosa produïren personatges immortals com en Tartarin. Les seves obres tenen un gran valor com a quadres de costums. Ofereixen un interès sociohistòric les obres inspirades en la vida diària del món literari.
Fou pare del també escriptor Léon Daudet.

## Obres
Selecció

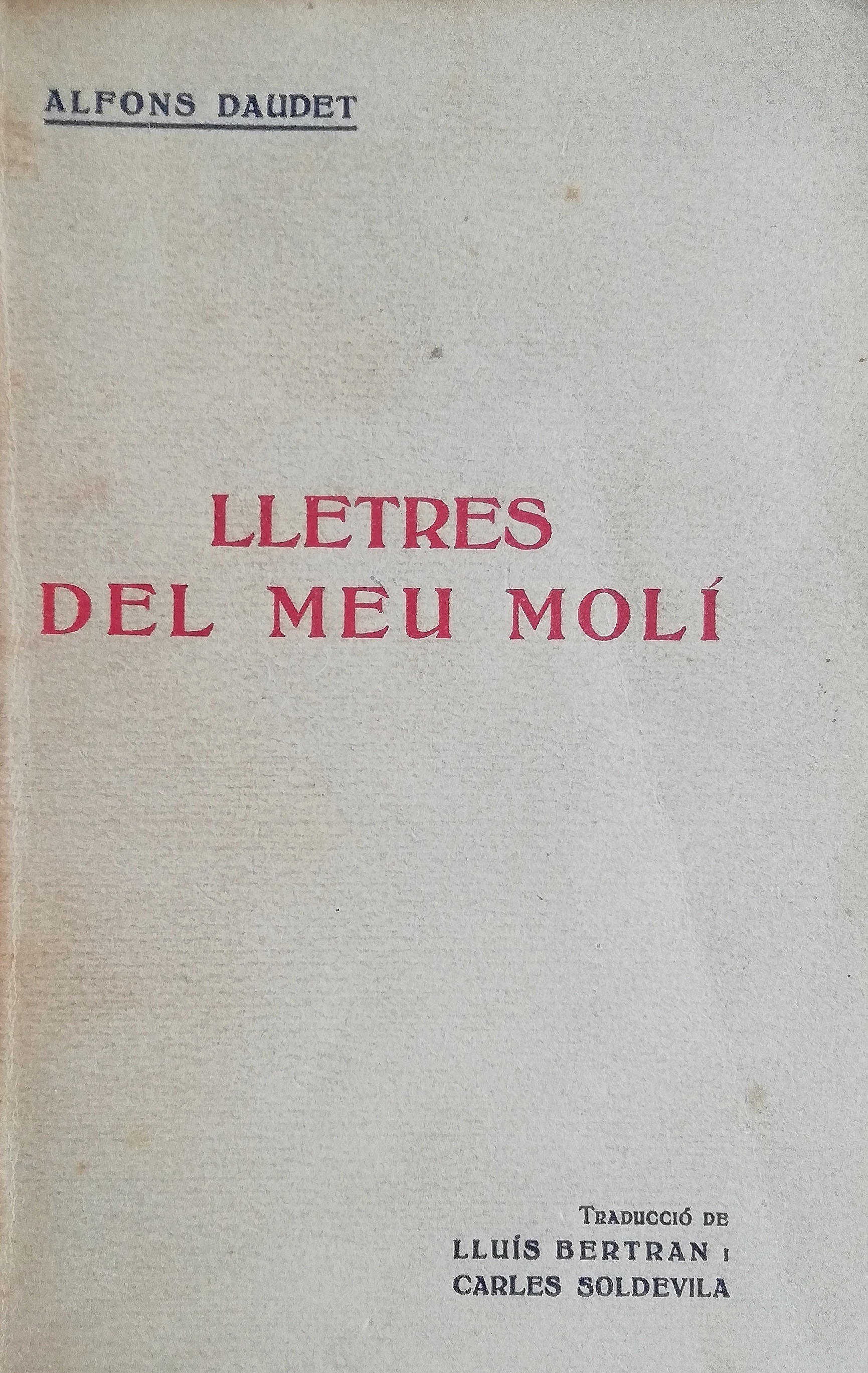
Lettres de mon moulin (Lletres del meu molí) d'Alphonse Daudet, traducció catalana publicada l'any 1923 dins la col·lecció Biblioteca Literària

- Les amoureuses (1858), recull de poesies
- Poqueta cosa, història d'un infant (Le Petit Chose, 1866), traducció de Llorenç Riber (1929)
- Trente ans de Paris (1888)
- À travers ma vie et mes oeuvres (1888)
- Souvenirs d'un homme de lettres (1889)

Novel·les
- Le Roman du chaperon rouge (1862)
- Le Petit Chose (1868)
- Le Nabab (1871)
- Tartarí de Tarascó (Aventures prodigieuses de Tartarin de Tarascon, 1872), traduccions de Rusiñol (1906); Ramon Folch i Camarasa (1963); Pasqual Alapont (1995)
- Les femmes d'artistes (1874)
- Jack (1876)
- Les Rois en exil (1878)
- Fromont i Risler (Fromont jeune et Risler aîné, 1879), traducció d'Emili Vallès i Vidal (1925)
- Numa Roumestan (1881)
- En Tartarin als Alps: noves proeses de l'hèroe tarasconès (Tartarin sur les Alpes, 1885, escrita en col·laboració amb un negre literari), traduccions de Rusiñol (1906); i Pere Calders (1963, amb el títol Tartarí als Alps)
- Port-Tarascó: darreres aventures de l'il·lustre Tartarin (Port-Tarascon: dernières aventures de l'illustre Tartarin, 1890), traducció de Santiago Rusiñol (1906)
- Safo: costums parisencs (Sapho, 1884), traducció de Joan Arús i Colomer (1932)
- Notes sur la vie (1899)

Reculls
- Lletres del meu molí (Lettres de mon moulin, 1869), traduccions catalanes de Lluís Bertran i Carles Soldevila (1923); i d'Anna Maria Corredor (1998, com Cartes del molí estant)
  - L'Arlesiana, conte, traducció catalana de Gustau Violet (1910)
- Contes du lundi (1873)
- Robert Helmont (1874), traducció de J. Morató (1899)

Relats breus
- Promenades en Afrique (1862)
- La Mule du pape (1863)
- El rector de Cucunyan (Le Curé de Cucugnan, 1866, posteriorment aparegué a Lettres de mon moulin el 1869), traducció catalana del 1991
- Le Bon Dieu de Chemillé qui n'est ni pour ni contre (1872)
- Le Singe (1872)
- Le Père Achille (1872)
- Salvette et Bernadou (1873)
- Le Cabecilla (1873)
- Wood'stown, conte fantastique (1873)
- La Dernière Classe

Obres de teatre
- El darrer ídol (La Dernière Idole, drame en un acte et en prose, 1862), amb Ernest Mnuael (Manuel Lépine), traducció catalana de Xavier Viura
- Les Absents (1864), amb música de Poise
- L'Œillet blanc (1865), amb Ernest Lépine
- Le Frère aîné (1867), amb Ernest Lépine
- Lise Tavernier (1872)
- L'Arlesiana (L'Arlésienne, 1872), basada en la novel·la de Daudet, música de Georges Bizet, traducció catalana de Salvador Vilaregut. El 1894 es va representar al Teatre Novedades de Barcelona.[2]
- Fromont jeune et Risler aîné, adaptation en 5 actes du roman de Daudet (1876), per Daudet i Adolphe Belot
- Jack, d'après le roman de Daudet (1881)
- Le Nabab (1880)
- Sapho, adaptation en 5 actes du roman de Daudet (1885), per Daudet i Adolphe Belot
- La Petite Paroisse (1895)